# Otto Hesse
Ludwig Otto Hesse (ur. 22 kwietnia 1811 w Królewcu, zm. 4 sierpnia 1874 w Monachium) – niemiecki matematyk. Zajmował się analizą, m.in. wielowymiarową, w której wprowadził hesjan.

## Życiorys
Ludwig Otto Hesse urodził się 22 kwietnia 1811 roku w Królewcu w rodzinie kupca i producenta mydła Johanna Gottlieba Hessego (zm. 1829) i jego żony Anny Karoline Reiter (1788–1865) .
Po ukończeniu królewieckiego gimnazjum Altstädtisches Gymnasium, w latach 1832–1837 studiował matematykę i fizykę na Uniwersytecie Albrechta w Królewcu, m.in. u Carla Gustava Jacobiego (1804–1851), Friedricha Wilhelma Bessela (1784–1846), Franza Ernsta Neumanna (1798–1895) i Friedricha Juliusa Richelota (1808–1875) . W 1838 roku odbył podróż po Niemczech i Italii . Po powrocie pracował jako nauczyciel fizyki i chemii w szkole kupieckiej w Królewcu (1838–1841) . 
W 1840 roku uzyskał stopień doktora, a wkrótce potem habilitację . W 1841 roku ożenił się z Marie Sophie Emilie Dulk, z którą miał syna i pięć córek .  
W 1845 roku został profesorem nadzwyczajnym na uniwersytecie w Królewcu, gdzie po odejściu Jakobiego i śmierci Bessela przejął prowadzenie wykładów z analizy, geometrii i mechaniki . W 1855 roku przyjął ofertę uniwersytetu w Halle, a wkrótce potem przeniósł się na uniwersytet w Heidelbergu . W 1868 roku objął stanowisko profesorskie na politechnice w Monachium .
Cierpiał na chorobę wątroby, przez co musiał zaprzestać działalności dydaktycznej w 1874 roku . Zmarł 4 sierpnia 1874 roku w Monachium . 

## Działalność naukowa
Hesse zajmował się teorią niezmienników, funkcjami algebraicznymi, geometrią analityczną i teorią wyznaczników . Badał krzywe drugiego i trzeciego stopnia . W 1844 roku wprowadził hesjan .

## Publikacje
Dzieła podane za Neue Deutsche Biographie :
- 1844 – Über die Elimination der Variablen aus 3 algebra. Gleichungen von 2. Grade mit 2 Variablen
- 1844 – Über die Wendepunkte der Kurven 3. Ordnung
- 1847 – Algebra. Auflösung derjenigen Gleichungen 9. Grades, deren Wurzeln die Eigenschaft haben, daß eine gegebene rationale und symmetrische Funktion Θ (xλ, xμ) je zweier Wurzeln xλ, xμ eine 3. Wurzel xϰ gibt, so daß gleichzeitig: xϰ = Θ (xλ, xμ), xλ = Θ (xμ, xμ), xμ = (xμ, xλ)
- 1848 – Über Kurven 3. Ordnung und die Kegelschnitte, welche diese Kurven in 3 verschiedene  Punkten berühren
- 1849 – Über Kurven 3. Klasse und Kurven 3. Ordnung
- 1853 – Über die geometrische Bedeutung der linearen Bedingungsgleichung zw. die Koeffizienten einer Gleichung 2. Grades
- 1855 – Über die Doppeltangenten der Kurven 4. Ordnung
- 1861 – Vorlesungen über analytische Geometrie des Raumes, insbesondere über Oberflächen 2. Ordnung
- 1891 – Gesamte Werke

## Członkostwa, odznaczenia i nagrody
- 1859 – członek korespondencyjny Królewskiej Pruskiej Akademii Nauk (Königlich Preußische Akademie der Wissenschaften[4]
- 1871 – honorowy członek London Mathematical Society[5]
- 1870 – członek zwyczajny Królewskiej Bawarskiej Akademii Nauk w Monachium (Königlich-Bayerischen Akademie der Wissenschaften zu München)[6]
- 1872 – Steiner-Preis[1]

## Upamiętnienie
Jego imieniem nazwano szereg terminów matematycznych :
- Grupa Hessego
- Konfiguracja Hessego
- Macierz Hessego (hesjan)
- Postać normalna Hessego

Na cześć Hessego nazwano jedną z planetoid z pasa głównego asteroid – (25029) Ludwighesse.